# Zumaglia
Zumaglia (Zumaja in piemontese) è un comune italiano di 960 abitanti della provincia di Biella in Piemonte. Situato sulla collina biellese, dà il nome ad un omonimo brich (colle) sul quale sorge un antico castello.
Una parte del territorio comunale è inclusa nella Riserva naturale regionale delle Baragge. È l'ultimo comune del Piemonte in ordine alfabetico.

## Geografia fisica
Il centro comunale di Zumaglia è situato in corrispondenza di una sella a quota 580 m s.l.m. sul costolone che separa tra loro i piccoli bacini dei torrenti Chiebbia e Riasco, entrambi tributari del Quargnasca.
Verso sud questo costolone risale fino a dare origine al Brich di Zumaglia (699 m) il quale, con il vicino Mont Prevè, domina buona parte della pianura biellese.

La porzione del territorio comunale che scende verso il torrente Riasco si presenta coperta di boschi e quasi disabitata mentre al contrario sul lato Chiebbia, meglio esposto e meno ripido, sorgono alcune frazioni tra le quali Uberti e Contornina.

## Storia

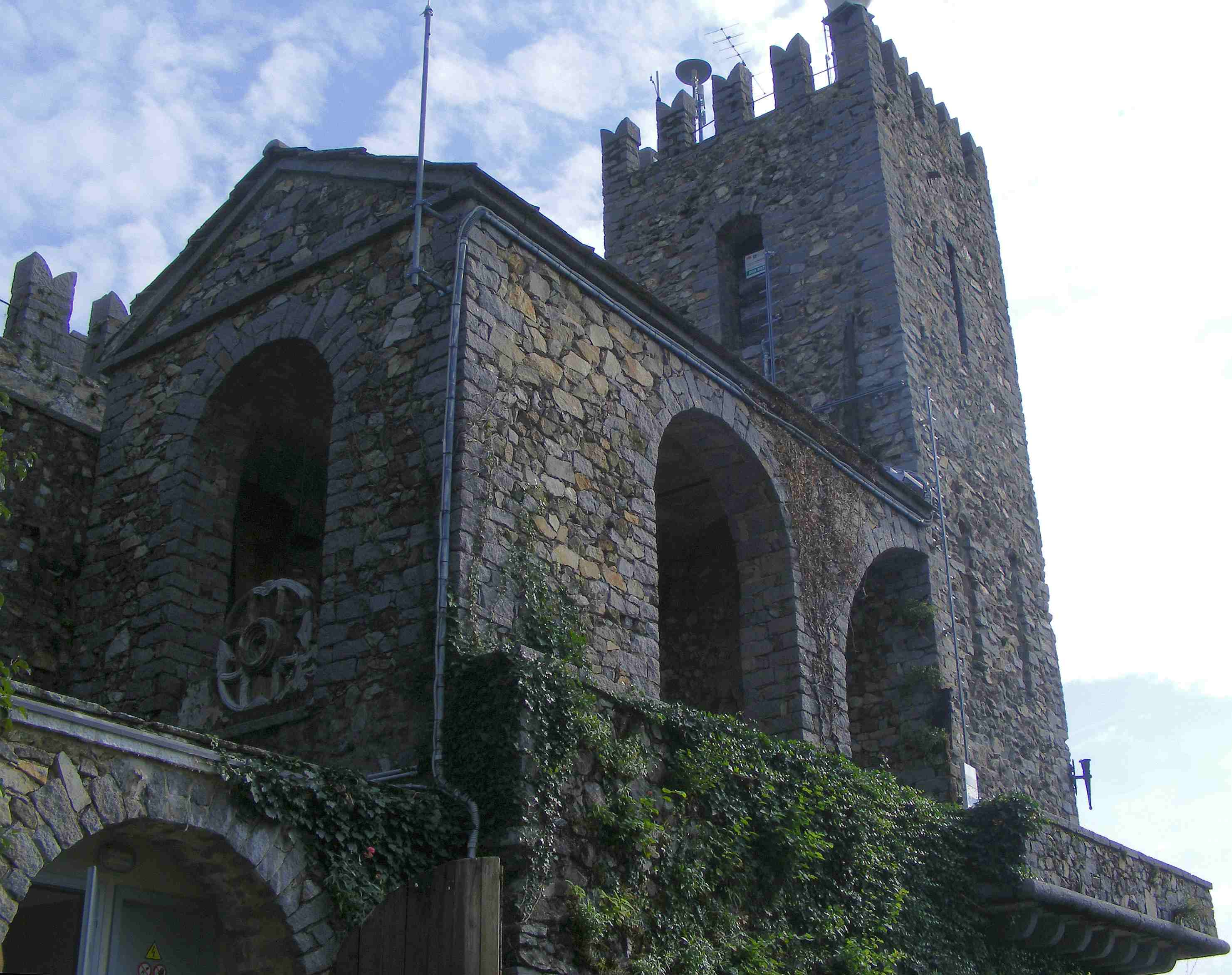
Il castello

La storia di Zumaglia è stata in passato strettamente legata all'omonimo castello.
Le prime notizie risalgono al X secolo e la vedono inclusa tra le donazioni imperiali al vescovo di Vercelli.

Nel 1243 la zona fu venduta al Comune di Vercelli ma presto il possesso ritornò al vescovado, retto in quel periodo da Martino Avogadro di Quaregna.
Nel 1377, quando la rivolta capeggiata dal canonico Ardizzone Codecapra pose fine al dominio dei vescovi di Vercelli sul Biellese, la rocca di Zumaglia seguì la sorte di Biella e passò sotto il dominio diretto di Amedeo VI di Savoia.
La gestione diretta del castello tramite castellani nominati dalla casa regnante risultò però con il tempo antieconomica e così nel 1416 Zumaglia venne declassata a feudo.
Questo nei secoli successivi passò di mano in mano; l'ultima famiglia di feudatari fu quella di Francesco Felice Pillotti, che venne investito del feudo nel 1757 e i cui eredi restarono signori del luogo fino all'abolizione dei privilegi feudali.

### Simboli
Lo stemma del comune di Zumaglia è stato  concesso con decreto del presidente della Repubblica in data 14 febbraio 1970.

## Monumenti e luoghi d'interesse

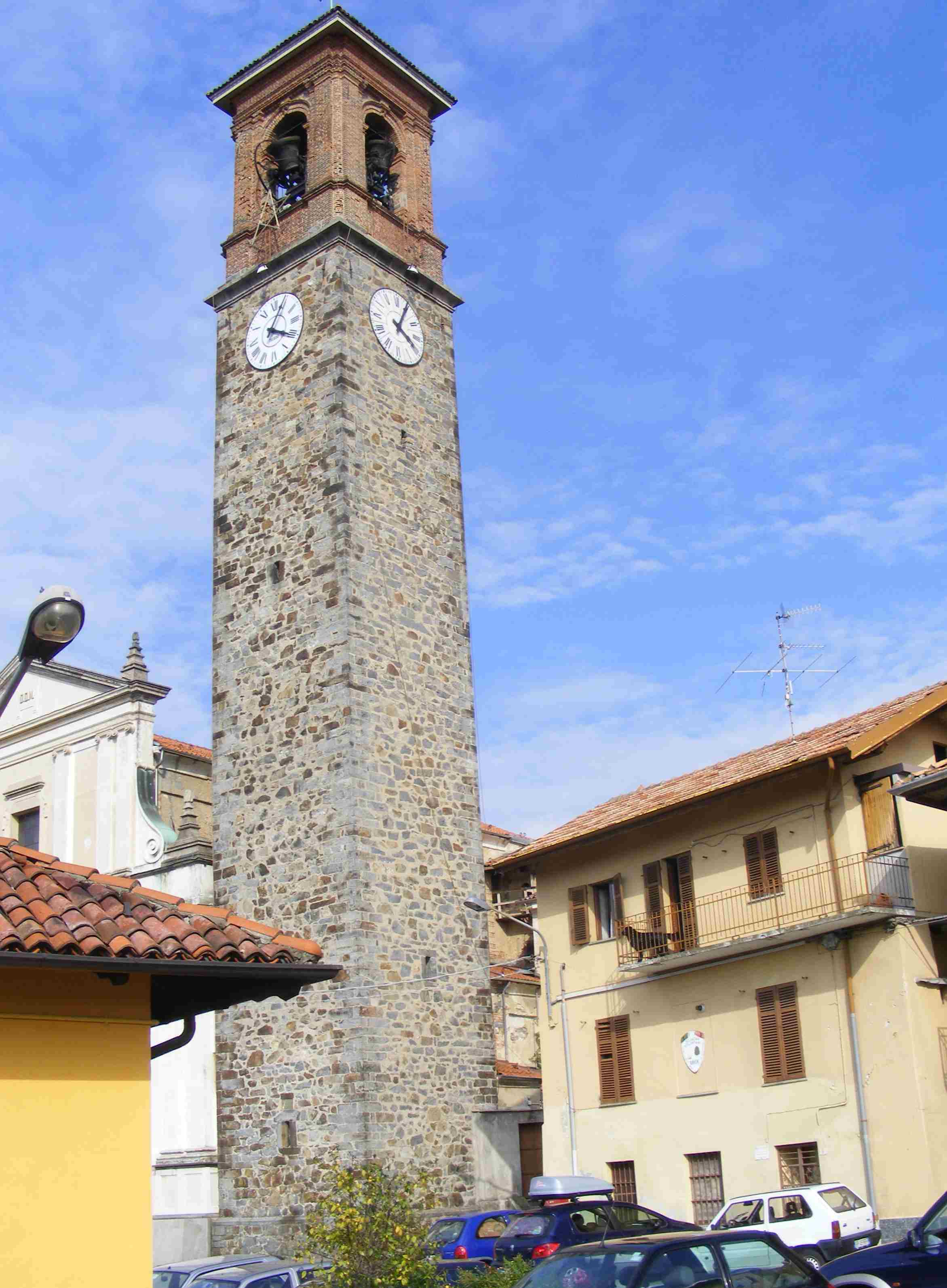
Il campanile

- Chiesa parrocchiale intitolata ai San Fabiano e San Sebastiano: l'edificio risale al XVI secolo ma la facciata, opera di Andrea Levis, è più tarda e data 1743.[6] Pregevole all'interno una balaustra di marmi policromi risalente al XVIII secolo ed acquistata nel 1809 da un convento di Vercelli soppresso a seguito dell'introduzione della legislazione napoleonica. La chiesa è affiancata da un alto campanile in pietra la cui costruzione iniziò nel 1713.[1]
- Castello: di origini medioevali, fu quasi completamente distrutto nel 1556. Ricostruito solo quattro secoli dopo, nel 1937, viene utilizzato per iniziative culturali tra cui una rassegna teatrale estiva.
- Parco del Brich di Zumaglia: tutelato dal 1995 dall'istituzione dell''Area attrezzata Brich di Zumaglia e Mont Prève, la sua gestione è affidata all'Ente di Gestione Aree Protette Baragge-Bessa-Brich.

## Società

### Evoluzione demografica
Abitanti censiti

### Raccolta differenziata
Vige il sistema di raccolta differenziata dei rifiuti urbani. Dati:
|          | 2000 | 2001 | 2002  | 2003  | 2004  | 2005  | 2006  | 2007  | 2008  | 2009  | 2010  | 2011  | 2012  |
| Zumaglia | 4,5% | 6,2% | 16,7% | 13,5% | 12,5% | 17,4% | 15,5% | 19,8% | 26,5% | 27,3% | 23,4% | 22,1% | 22,7% |

## Amministrazione

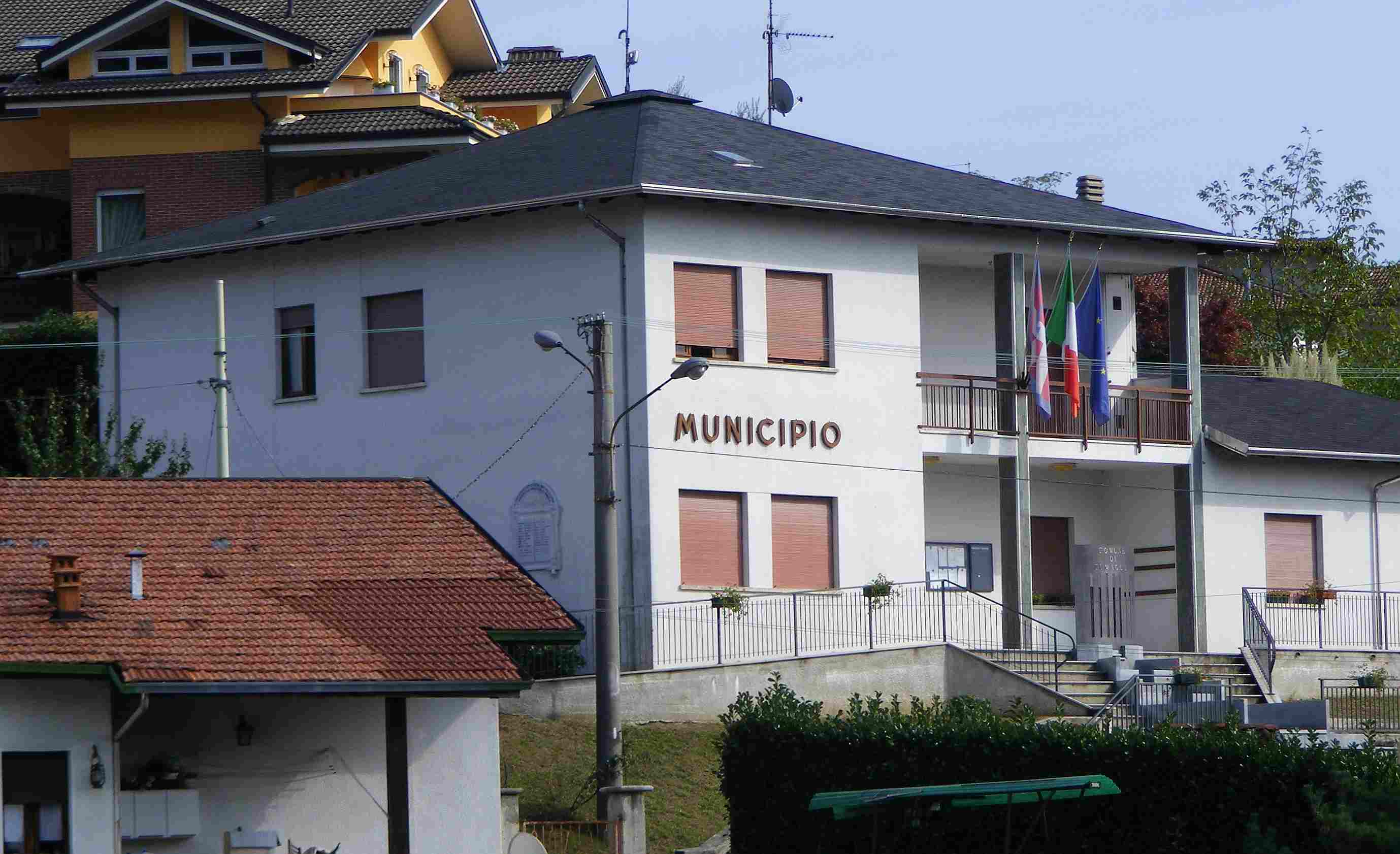
Il municipio

### Sindaci
| Periodo | Periodo   | Primo cittadino      | Partito                                 | Carica                    | Note |
| ------- | --------- | -------------------- | --------------------------------------- | ------------------------- | ---- |
| 1995    | 2004      | Lorenzo Cantono      | centrosinistra                          | Sindaco                   |      |
| 2004    | 2009      | Maria Alba Fochesato | lista civica                            | Sindaco                   |      |
| 2009    | 2015      | Lorenzo Cantono      | lista civica "Zumaglia Attiva"          | Sindaco                   |      |
| 2015    | 2016      | Davide Garra         |                                         | Commissario Straordinario |      |
| 2016    | 2021      | Elvezia Del Vento    | lista civica "Per Un Comune Amico"      | Sindaco                   |      |
| 2021    | in carica | Edoardo De Faveri    | lista civica "Noi con Voi per Zumaglia" | Sindaco                   |      |

### Altre informazioni amministrative
Zumaglia, nonostante il suo territorio orograficamente sia esterno a quello della Valle del Cervo, fece parte a cominciare dal 1973 della Comunità montana Bassa Valle Cervo. Tale comunità montana fu in seguito accorpata dalla Regione Piemonte con la Comunità montana Alta Valle Cervo, andando a formare la Comunità Montana Valle Cervo.